# الخفافيش (مسلسل)
الخفافيش، مسلسل تلفزيوني مصري، عرض في رمضان 1433هـ/2012م.

## قصة المسلسل
يشكل مسلسل الخفافيش أحد نماذج الدراما المختلفة شكلاً ومضموناً لما يحتويه المسلسل من استعراضٍ لأهم مجريات الأحداث التي عاصرها المجتمع المصري خلال السنوات الأخيرة، حيث تعرض حلقات مسلسل الخفافيش لأربعة قصص مختلفة ومنفصلة تماماً يقوم أبطالها في كل مجموعة من الحلقات بعرض أحد القضايا الهامة التي شكلت علامة هامة في وجدان الرأي العام للشارع المصري. يقدم مسلسل الخفافيش تفصيل درامي متميز لأحداث هذه القضايا وما تركته من آثار على المجتمع، كما جائت المعالجة الدرامية لهذه القضايا من خلال حلقات مسلسل الخفافيش ممزوجة بروح ما بعد ثورة الخامس وعشرين من يناير ليخرج العمل متكامل أركانه.
القصة الأولى (زهرة الخشخاش) ويقوم ببطولتها سمير غانم والتونسية ساندي، والقصة الثانية (رأس التمثال أمون) ويؤديها محمود قابيل، والقصة الثالثة (سيدة البنكنوت) بطولة دلال عبد العزيز، والقصة الرابعة (الفضيحة) بطولة سامي العدل ولقاء سويدان.

## بطولة
- خالد محمود
- سمير غانم
- بوسي
- هالة صدقي
- دلال عبد العزيز
- ساندي
- محمود قابيل
- سميحة أيوب
- نجوى فؤاد
- عبير صبري
- سميرة عبد العزيز
- حسين الإمام
- أحلام الجريتلي
- لقاء سويدان
- روجينا
- كندة علوش
- ميمي جمال
- سامي العدل
- كريمة مختار
- صبري عبد المنعم
- جمال إسماعيل
- أحمد خليل
- أحمد عزمي
- أسماء الباجوري